# Теріза Андерсен
Теріза Андерсен (англ. Teresa Andersen, 1 січня 1953) — американська синхронна плавчиня.
Чемпіонка світу з водних видів спорту 1973 року.